# Рехлов, Иван Варламович
Иван Варламович (Харлампиевич) Рехлов (27 октября 1910, Листвягово, Енисейская губерния — 6 декабря 1985, Шушенское, Красноярский край) — рабочий, коллекционер. Создатель Шушенской картинной галереи. Заслуженный работник культуры РСФСР(1970 год). Почетный гражданин Шушенского.

## Биография
Родился в селе Листвягово (ныне — в Краснотуранском районе Красноярского края) в семье Харлампия Гавриловича и Парасковьи Моисеевны Рехловых,. Мать умерла после родов, с двухлетнего возраста ребенка воспитывал состоятельный сосед Андриан Федотович Марьясов. В период коллективизации, потеряв приёмного отца, переехал в Ширу, затем — в Минусинск. В 1938 году по комсомольскому призыву отправился на Таймыр. Работал на почте, в продовольственном магазине оленеводческого совхоза, был комсоргом в Усть-Порту. В период Великой Отечественной войны организовывал снабжение продовольствием рабочих Норильского комбината через Диксон и мыс Входной. После войны трудился Норильске на Никелевом заводе в рабочим-дробильщиком руды, занимался профсоюзной работой. Коллекционировал репродукции картин, книги и альбомы, организовывал выставки в Норильске, во многих городах России и за рубежом.
После выхода на пенсию с 1969 года переехал в Шушенское, возглавлял Шушенскую народную картинную галерею.

## Коллекционер
Начал собирать репродукции с картин известных художников в середине 1930-х годов. Первым приобретением стала открытка с картины художника А. Герасимова «Ленин на трибуне», которую молодой служащий почты купил в книжном магазине Минусинска. Затем появились факсимильные репродукции всемирно известных мастеров живописи и подлинные работы советских художников, приобретённые на собственные средства.
Проводил выставки репродукций из своего собрания в общежитиях, библиотеках, на предприятиях. Первую большую выставку в Норильске организовал в 1956 году. В 1962-1963 годах были организованы первые художественные выставки из его коллекции за рубежом — в Лейпциге, Дрездене, Берлине, их принимали в культурных центрах Румынии, Венгрии, Чехословакии, Польши. Имя рабочего из Норильска значилось в списках коллекционеров крупнейших музеев и галерей Европы, Азии и Америки, с ним вели переписку Вильгельм Пик, Вальтер Ульбрихт, Пальмиро Тольятти, Янош Кадар, Рокуэлл Кент и другие художники.
В Норильске его коллекция насчитывала до 70 000 работ. Значительную часть коллекции составляла художественная лениниана, поэтому, выйдя на пенсию, выбрал местом жительства Шушенское. 21 мая 1970 года состоялось постановление Президиума Красноярского краевого Совета профсоюзов о создании в Шушенском народной картинной галереи и утверждении директором галереи Ивана Варламовича Рехлова. В том же году ему было присвоено звание «Заслуженный работник культуры РСФСР».
С 1973 года в течение четверти века директором галереи была невестка И. В. Рехлова, Лилия Михайловна Рудакова (1931—1998 гг.). После её кончины органами культуры Красноярского края коллекция была выкуплена у родственников и передана в музей-заповедник «Шушенское».
Собрание насчитывает около двадцати тысяч произведений живописи, графики, скульптуры одной тысячи двухсот российских и зарубежных авторов.
С 2010 года в Шушенском проводятся «Рехловские чтения».